# Piet Dankert

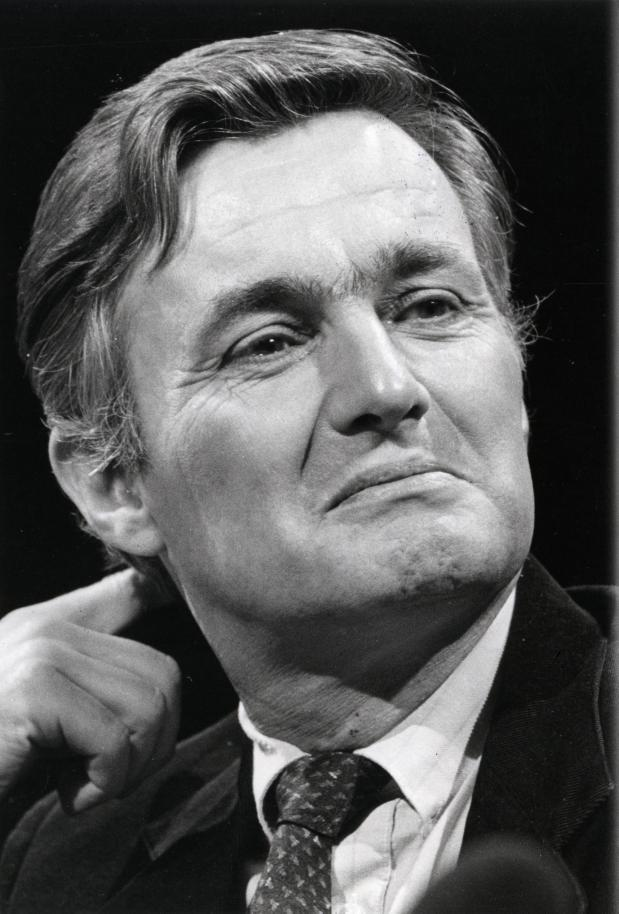
Piet Dankert (1963)

Pieter „Piet“ Dankert (* 8. Januar 1934 in Stiens, heute Teil der Gemeinde Leeuwarden; † 21. Juni 2003 in Perpignan) war ein niederländischer Politiker, Mitglied und Vertreter der sozialdemokratischen PvdA.

## Leben
Piet Dankert war zunächst nach Schulausbildung und Studium im Bildungswesen tätig, bevor er 1968 im Alter von 34 Jahren in die Zweite Kammer des niederländischen Parlaments gewählt wurde. Dort avancierte er zum politischen Wortführer seiner Partei bzw. Fraktion für außenpolitische und verteidigungspolitische Angelegenheiten. Außerdem betrieb er auch Europapolitik und setzte sich für eine zunehmende Kooperation der EG-/EU-Staaten ein.  Ende der 1970er Jahre wechselte Dankert sein Betätigungsfeld von der niederländischen Zweiten Kammer zum Europäischen Parlament, dessen Geschicke er in den Jahren 1982 bis 1984 als Präsident mitbestimmte. Im dritten Kabinett von Ministerpräsident Ruud Lubbers (1989–1994) bekleidete er den Posten eines Staatssekretärs für europäische Angelegenheiten. Anschließend kehrte er als Abgeordneter in das Europaparlament zurück, den Posten behielt er bis zum Ende seiner Karriere 1999.
Dankert profilierte sich dort vor allem in Haushaltsdebatten und arbeitete als Mitglied diverser (parlamentarischer) Ausschüsse des Europarates, der NATO und der WEU. In seinen letzten Jahren als Europaabgeordneter seiner Partei setzte er sich insbesondere für einen künftigen Beitritt der Türkei zur EU ein.
Dankert war seit 1962 mit seiner Frau Paulette verheiratet, gemeinsam haben sie einen Sohn und zwei Töchter. Am 21. Juni 2003 starb Piet Dankert im Alter von 69 Jahren in Frankreich, seiner zweiten Heimat.

## Politische Ämter
- Mitglied der Zweiten Kammer des niederländischen Parlamentes: 6. Februar 1968 bis 10. Juni 1981;
- Mitglied des Europäischen Parlamentes: 17. Juli 1979 bis 6. November 1989 sowie 19. Juli 1994 bis Juli 1999;
- Vorsitzender des Europäischen Parlamentes: 19. Januar 1982 bis 24. Juli 1984;
- Staatssekretär für Buitenlandse Zaken (Europa- und Außenpolitik): 7. November 1989 bis 15. Juli 1994.